# Joseph Anton Felix von Balthasar
Pour les articles homonymes, voir Balthasar.
Joseph Anton Felix von Balthasar, né le 11 janvier 1737 à Lucerne et mort le 8 avril 1810 dans la même ville est un homme d'État et historien suisse.

## Biographie
Balthasar est le fils de Franz Urs Balthasar et Maria Anna Luzia Schumacher ; sa famille appartient au patriciat de Lucerne. Il va au gymnasium jésuite de Lucerne jusqu'en 1753, puis l'académie royale de Lyon jusqu'en 1755, où il poursuit des études scientifiques, philosophiques et historiques. Balthasar devient membre du Grand puis du Petit Conseil de Lucerne dès 1755. À partir de 1762, il est membre de la Société helvétique, dont il initie la fondation avec Isaak Iselin. Lui et sa famille vivent dans une maison sur la Kapellplatz, héritée de sa grand-mère Margaritha Balthasar-Schumacher (petite-fille de l'écoutète Ludwig Schumacher).
Son ouvrage De Helvetiorum iuribus circa sacra, das ist:kurzer historischer Entwurff der Freiheiten und der Gerichtsbarkeit der Eidsgenossen in sogenannten geistlichen Dingen paru en 1768 lui vaut d'être mis à l’Index librorum prohibitorum l'année suivante. Il s'y montre un défenseur résolu du concept d'Église nationale, comme avant lui son père et son grand-père Johann Karl.